# Aeroportul Juan Mendoza
Aeroportul Juan Mendoza (IATA: ORU, ICAO: SLOR) este un aeroport din Oruro, Oruro, Bolivia ce deservește zona Oruro.
Situat la o altitudine de 3.702 m, aeroportul dispune de o singură pistă.